# Kreuzberg

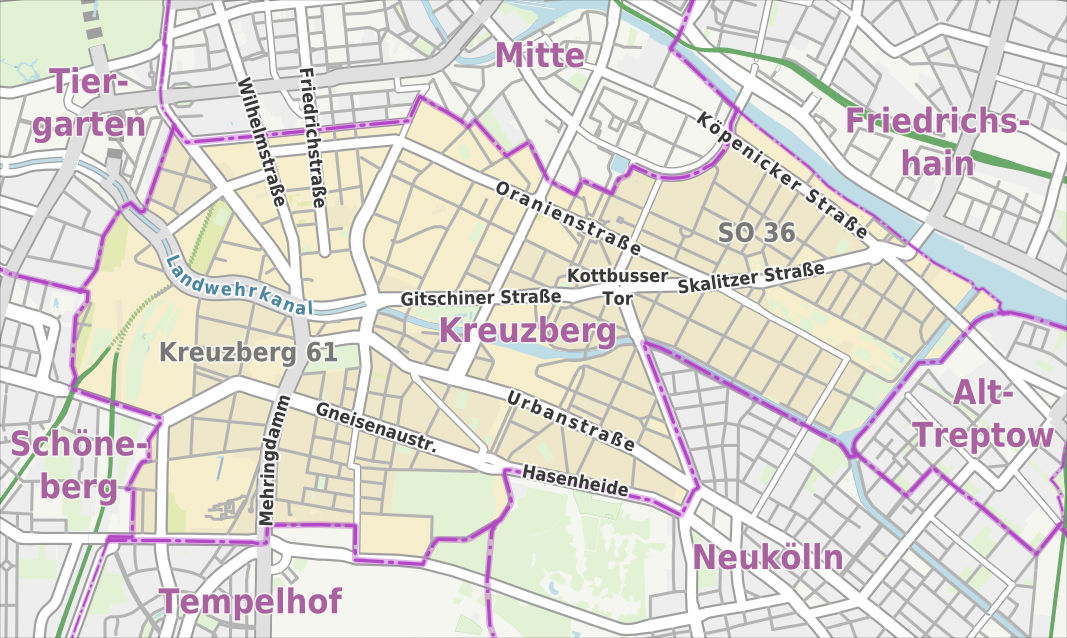
Mappa del quartiere

Kreuzberg è un quartiere (Ortsteil) di Berlino, appartenente al distretto (Bezirk) di Friedrichshain-Kreuzberg. Fino al 2001, Kreuzberg costituiva un distretto (Bezirk) indipendente. È il quartiere della città con la più alta densità abitativa.

## Visione generale
Kreuzberg è un quartiere posto nella ex Berlino Ovest, a sud del centro.
Si suddivide informalmente in due parti, dette "Kreuzberg 61" (o SW 61) e "Kreuzberg 36" (o SO 36) dal numero dei vecchi codici postali; in particolare, "Kreuzberg 36" era un quartiere di confine ai tempi del muro, e si sviluppò negli anni ottanta come centro della controcultura berlinese, con presenza di punk e di artisti, ma anche come centro della forte immigrazione turca. Il carattere alternativo e multietnico hanno reso "Kreuzberg 36" oggi uno dei centri della vita notturna cittadina.
Il videoclip del 1983 per il brano Everything Counts dei Depeche Mode è girato a Kreuzberg.

## Posizione
Kreuzberg si trova immediatamente a sud del centro cittadino. Procedendo da nord in senso orario, confina con i quartieri di Mitte, Friedrichshain, Alt-Treptow, Neukölln, Tempelhof, Schöneberg e Tiergarten.
Il quartiere è bagnato, a nord-est, dal fiume Sprea, ed è attraversato in direzione est-ovest dal Landwehrkanal.
Vi è un'altura, il Kreuzberg appunto, sita nel Viktoriapark.

## Storia

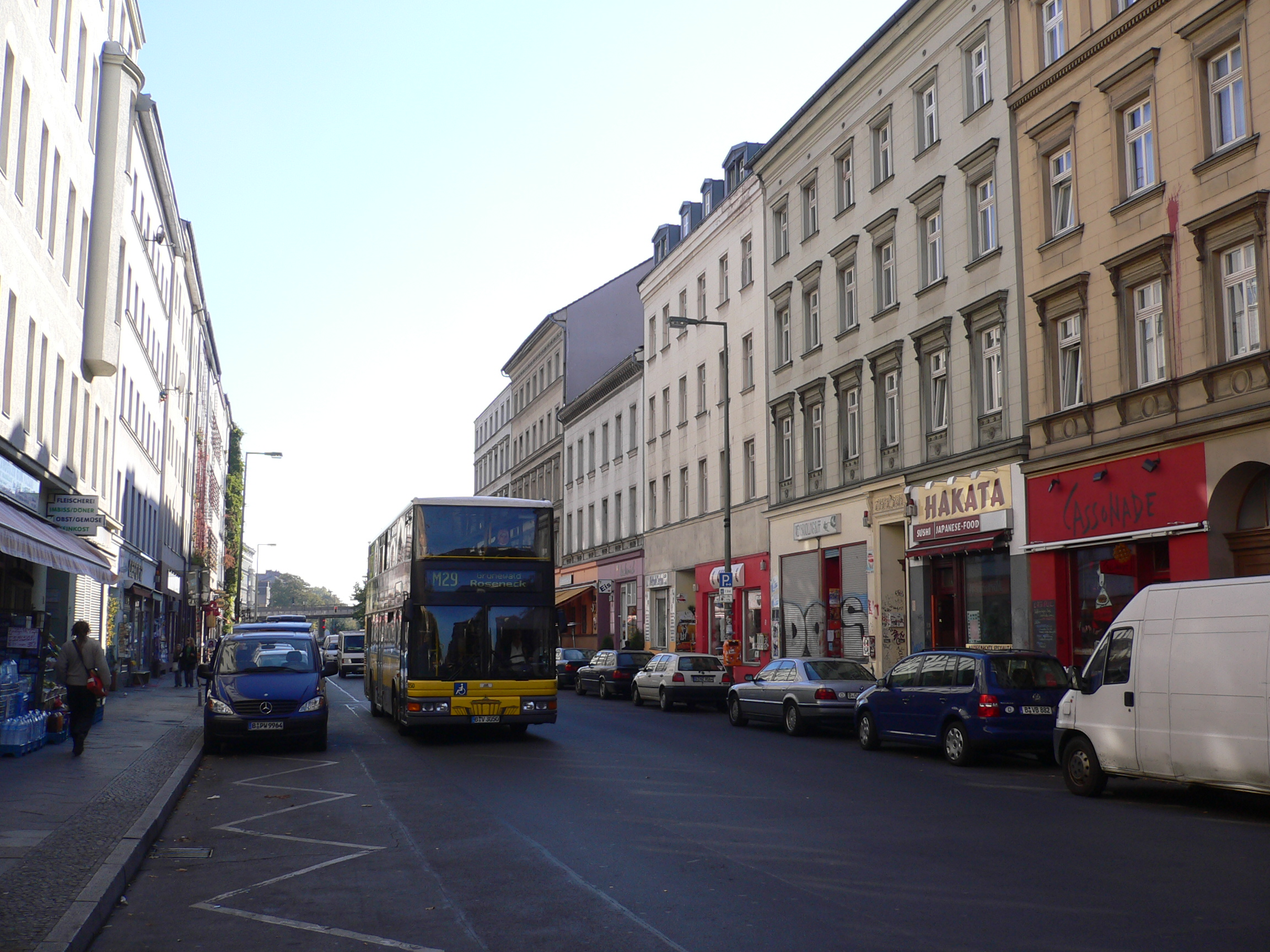
Oranienstraße

L'area dell'attuale quartiere di Kreuzberg era storicamente divisa fra le parti meridionali dei quartieri Friedrichstadt e Luisenstadt di Berlino, ed il sobborgo extramurale Tempelhofer Vorstadt. L'intera area fu edificata nel XIX secolo.
Nel 1920, con la creazione della "Grande Berlino", l'area fu unita, divenendo il sesto distretto della città, inizialmente denominato Hallesches Tor. La denominazione definitiva di Kreuzberg è derivata da un'altura posta nel Viktoriapark.
Durante la seconda guerra mondiale l'area intorno a Friedrichstraße e Mehringplatz, vicina al centro storico, subì violentissimi bombardamenti, risultando quasi totalmente distrutta. Le zone corrispondenti alle vecchie Luisenstadt e Tempelhofer Vorstadt, invece, furono poco danneggiate.
Nel 1945, con la divisione della città, il distretto di Kreuzberg fu assegnato al settore di occupazione statunitense, e quindi a Berlino Ovest.
Kreuzberg risultò così essere il distretto più centrale fra quelli appartenenti ai settori occidentali (il centro storico, Mitte, apparteneva a Berlino Est). Pertanto, fu interessato da interventi di risanamento urbanistico, consistenti nella demolizione dei vecchi edifici residenziali e la loro sostituzione con edifici terziari, più redditizi. Gli abitanti, in maggioranza dei ceti popolari, furono trasferiti in quartieri più periferici, come la Gropiusstadt e il Märkisches Viertel. Numerose demolizioni si resero necessarie anche per la prevista costruzione di un'autostrada urbana (la Südtangente).
Nel 1961 l'improvvisa costruzione del muro rese Kreuzberg, da zona centrale, un quartiere di frontiera. Le demolizioni proseguirono, ma l'area, improvvisamente non più ambita, divenne squallida e desolata. Gli abitanti già trasferiti in periferia furono sostituiti da immigrati (particolarmente turchi).
Negli anni settanta, a causa dello stato di forte degrado, si sviluppò fra gli abitanti un forte movimento di protesta sociale. Kreuzberg divenne il centro della scena punk rock e alternativa di Berlino Ovest.
La mostra internazionale di architettura "IBA 84", svoltasi nel 1984, tentò di porre rimedio alla situazione: le demolizioni vennero bloccate, e si iniziò una faticosa opera di ricostruzione e restauro degli edifici più fatiscenti, introducendo forme limitate di progettazione partecipata. L'area intorno a Friedrichstraße, ancora in rovina dal 1945, fu ricostruita richiamando la struttura urbana tradizionale, con un'alta percentuale di edifici residenziali (anche Sozialwohnungen).
Dopo la riunificazione (1990), Kreuzberg è diventato un quartiere particolarmente apprezzato da giovani e studenti, per via della vicinanza al centro e del multiculturalismo. Permangono tuttavia (particolarmente intorno a Kottbusser Tor) fenomeni di degrado, piccola criminalità e spaccio al dettaglio di droghe leggere.
Dal 1º gennaio 2001 il distretto di Kreuzberg si unì a quello di Friedrichshain. Da quella data, Kreuzberg e Friedrichshain sono quartieri (Ortsteil) del nuovo distretto di Friedrichshain-Kreuzberg.

### Lista dei sindaci (Bezirksbürgermeister) del distretto di Kreuzberg
- Nikolai Kickull (1945)
- Willi Klimm (1945-1946)
- Georg Heschel (SPD) (1946-1949)
- Willi Kressmann (SPD) (1949-1962)
- Günter Abendroth (SPD) (1963-1975)
- Rudi Pietschker (SPD) (1975-1981)
- Waldemar Schulze (SPD) (1981)
- Günter Funk (CDU) (1981-1985)
- Wolfgang Krüger (CDU) (1985-1989)
- Günter König (SPD) (1989-1992)
- Peter Strieder (SPD) (1992-1996)
- Franz Schulz (Alleanza 90/I Verdi) (1996-2000)[senza fonte]

## Monumenti e luoghi d'interesse
- Checkpoint Charlie
- Jüdisches Museum
- Deutsches Technikmuseum Berlin
- Viktoriapark
- Görlitzer Park
- Mehringplatz
- Oberbaumbrücke
- Martin-Gropius-Bau
- Topographie des Terrors
- Park am Gleisdreieck[1]
- Rathaus Kreuzberg
- Chiesa di Sant'Agnese (Berlino)
- Haus am Checkpoint Charlie
- Baumhaus an der Mauer
- Casa ad appartamenti sull'Hallesches Ufer

## Stemmi

Stemma del distretto di Kreuzberg (1956-2001)

## Galleria d'immagini

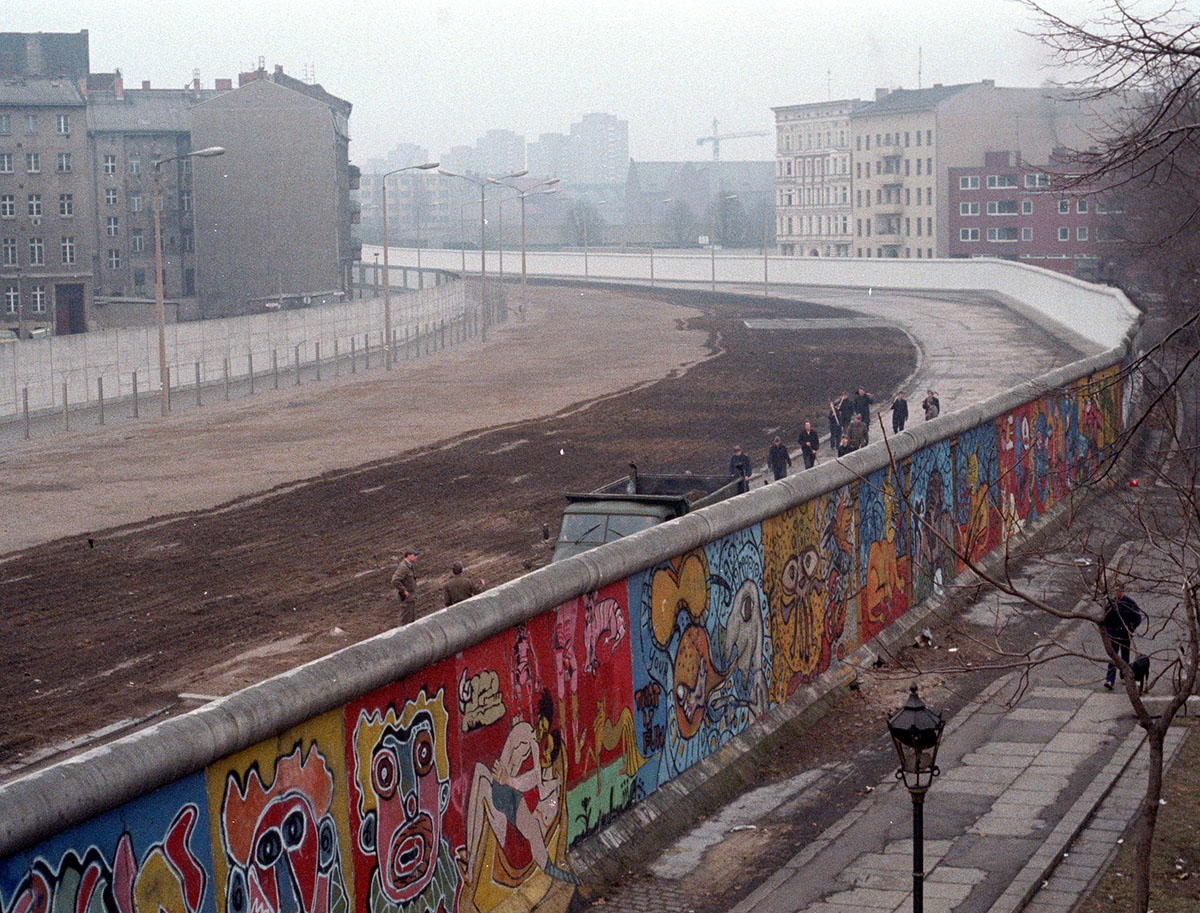
Il Muro a Bethaniendamm (1986)
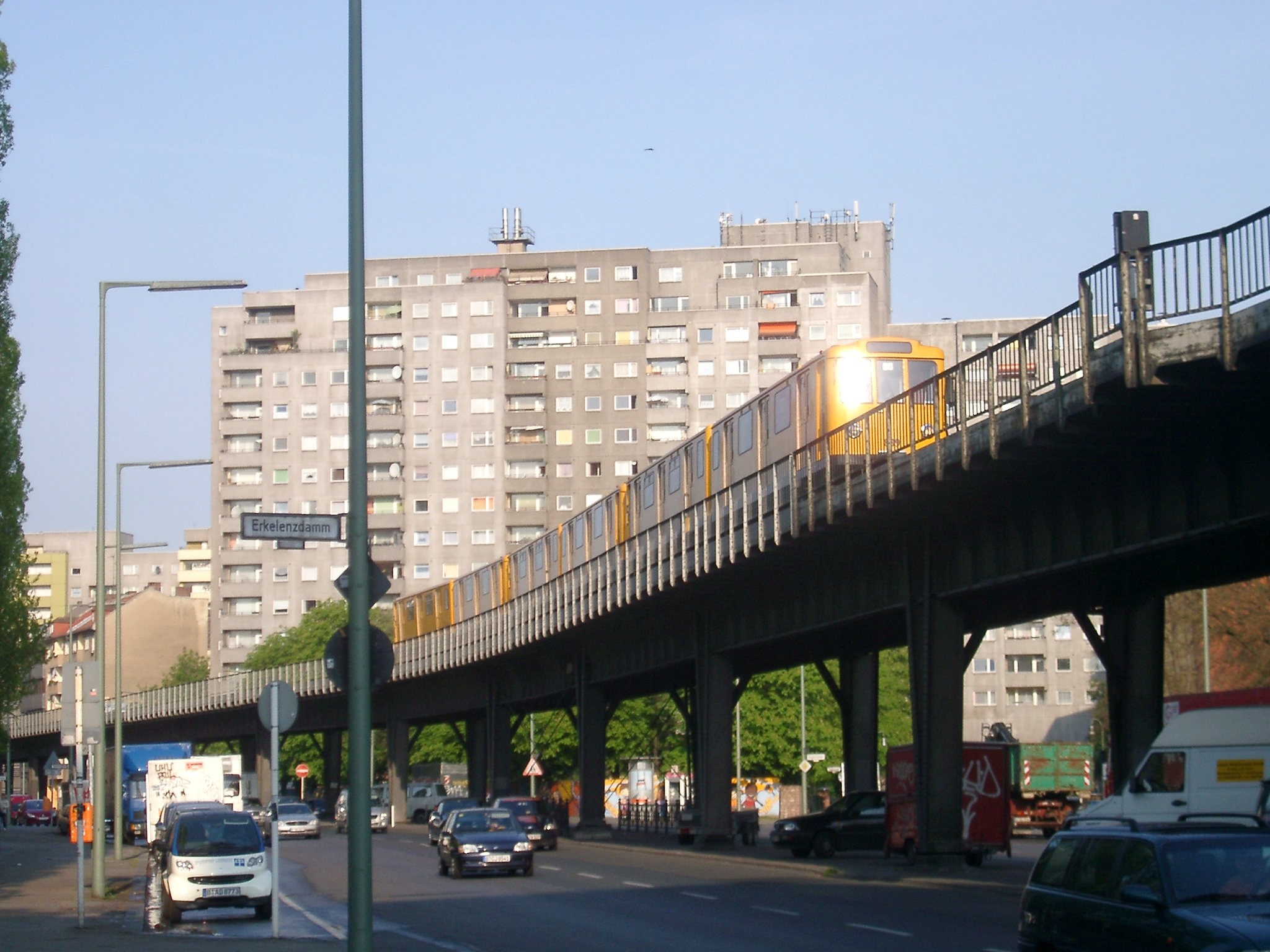
La U-Bahn a Wassertorplatz
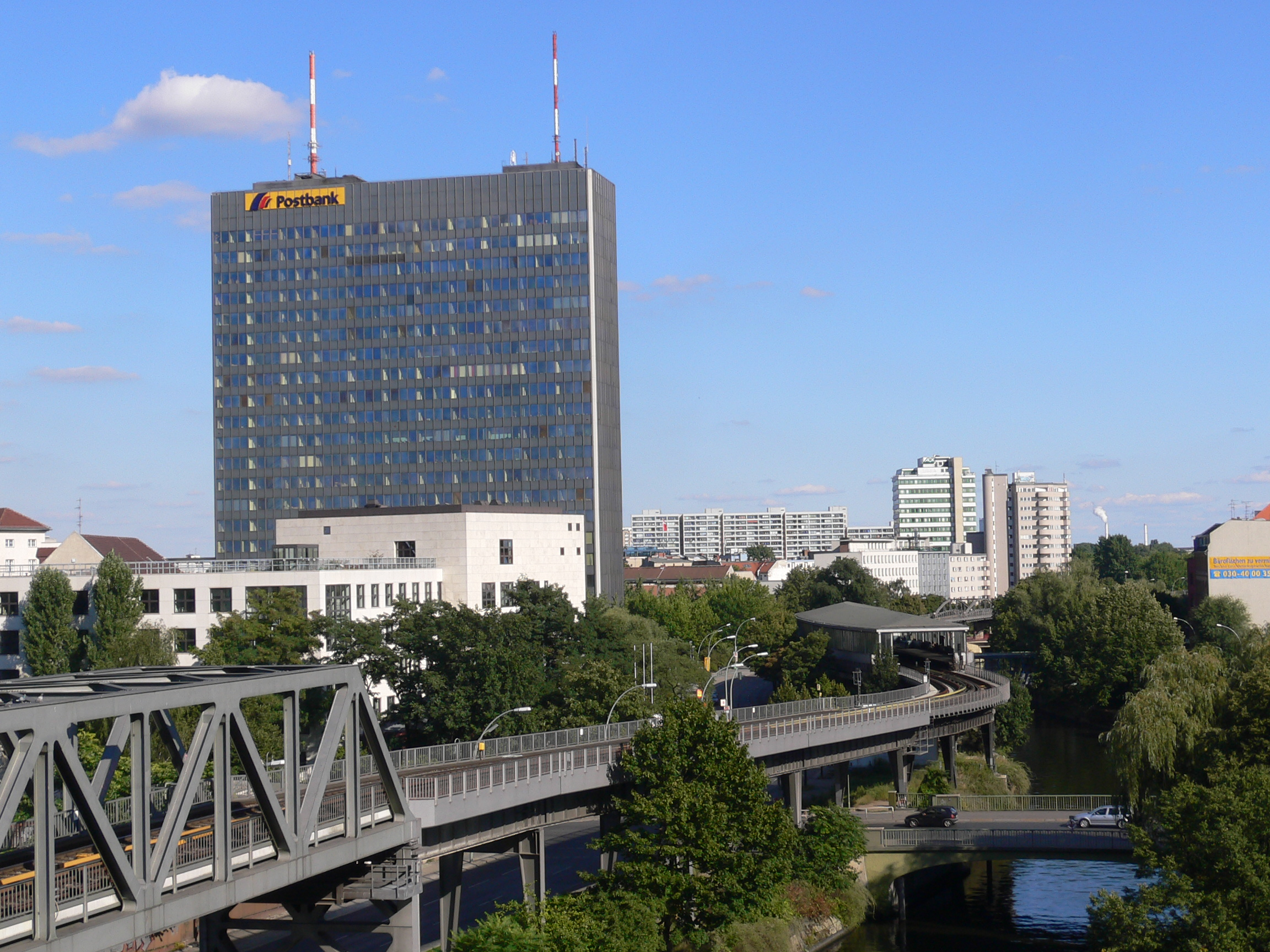
Il Landwehrkanal presso Möckernbrücke
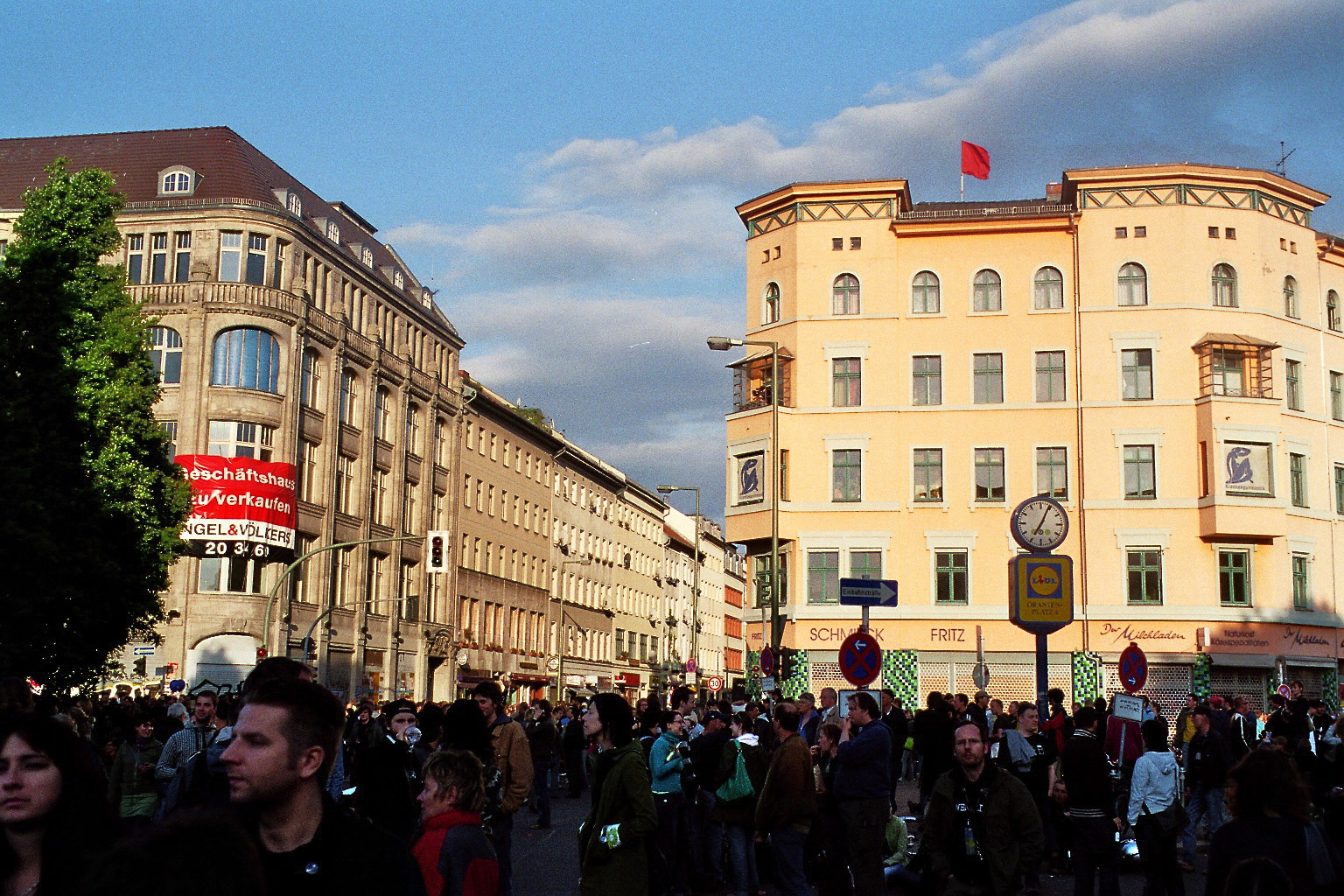
Marcia del 1º maggio in Oranienplatz

## Kreuzberg nella cultura di massa
- A Kreuzberg è ambientata la serie televisiva Liebling Kreuzberg (1986-1998)[2]